# Dirk Bojer
Dirk Bojer (* 12. Juni 1968 in Bietigheim) ist ein deutscher Liedermacher.

## Wirken
Von 1991 an veröffentlichte Bojer mindestens acht CDs bei kleineren Labels oder in Eigenproduktion. Bojer arbeitete unter anderem mit Peter Henisch, Lutz Walzberg, Manfred Maurenbrecher und Thomas Vock zusammen.

## Diskografie
- 1991 Schocksongs
- 1993 Ach so!
- 1994 Spaziergänge
- 1996 Neue Erinnerungen
- 1997 Guten Morgen Grauen
- 2000 Keine Angst
- 2001 Aus dem Alltag
- 2005 Magdeburg
- 2005 Um Land… Solo

| Personendaten    | Personendaten                     |
| ---------------- | --------------------------------- |
| NAME             | Bojer, Dirk                       |
| KURZBESCHREIBUNG | deutscher Liedermacher            |
| GEBURTSDATUM     | 12. Juni 1968                     |
| GEBURTSORT       | Bietigheim-Bissingen, Deutschland |